# 30 Seconds to Mars (àlbum)
30 Seconds to Mars fou el primer LP de 30 Seconds to Mars, llençat al mercat el 27 d'agost de 2002. El primer senzill del disc fou Capricorn (A Brand New Name) i el segon, Edge of the Earth.

## Crèdits
- Jared Leto - Veus, Guitarra
- Shannon Leto - Bateria
- Solon Bixler - Guitarra

## Llista de cançons
1. Capricorn (A Brand New Name) - 3:53
2. Edge of the Earth - 4:36
3. Fallen - 4:58
4. Oblivion - 3:27
5. Buddha for Mary - 5:43
6. Echelon - 5:47
7. Welcome to the Universe - 2:39
8. The Mission - 4:02
9. End of the Beginning - 4:37
10. 93 Million Miles - 5:18
11. Year Zero - 4:37
  - The Struggle - 2:57 (Hidden track) - 7:54